# Hierarchical administrative subdivision codes
Hierarchical administrative subdivision codes (HASC) ist eine Kodierliste für subnationale Verwaltungseinheiten. Sie ergänzt die ISO 3166 um eine dritte Ebene.
Die HASC werden im Buch Administrative Subdivisions of Countries: A Comprehensive World Reference, 1900 Through 1998, von Gwillim Law († 31. August 2016) beschrieben.
Der Code besteht aus Buchstaben und hat eine konstante Länge von 8 Zeichen (Zwei Punkte für die Trennung). Das Land wird nach ISO 3166-1 (2 Buchstaben) kodiert, die erste nationale Verwaltungseinheit nach ISO 3166-2 (2 Buchstaben) und danach folgt als dritte Ebene die untergeordneten Verwaltungseinheiten (z. B.: Kreise und  kreisfreie Städte in Deutschland). Sehr oft kommen dabei der 1. und 3. Buchstabe als Kodierung für die dritte Verwaltungsebene (z. B. "BE" für Bielefeld).

## Beispiele
| HASC     | Land        | Region              | Subregion             |
| -------- | ----------- | ------------------- | --------------------- |
| AU.NS.BO | Australien  | New South Wales     | Bombala Council       |
| CZ.UK.LT | Tschechien  | Ústecký kraj        | Okres Litoměřice      |
| DE.BW.EM | Deutschland | Baden-Württemberg   | Landkreis Emmendingen |
| DE.NW.AC | Deutschland | Nordrhein-Westfalen | Städteregion Aachen   |
| DE.NW.BE | Deutschland | Nordrhein-Westfalen | Kreis Bielefeld       |
| DE.NW.CE | Deutschland | Nordrhein-Westfalen | Kreis Coesfeld        |
| DE.SN.DE | Deutschland | Sachsen             | Dresden               |
| DE.SN.VG | Deutschland | Sachsen             | Vogtlandkreis         |
| DE.TH.WL | Deutschland | Thüringen           | Weimarer Land         |
| US.NJ.BE | USA         | New Jersey          | Bergen County         |